# 吉德炜
吉德炜（英语：David Noel Keightley，1932年10月25日—2017年2月23日），美国汉学家。他是加州大学伯克利分校的中国历史教授，同时也是一位作家，内容涉及商周时期和中国青铜器时代。他以研究中国甲骨和甲骨文而闻名。他的著作改变了许多汉学家看待商朝历史的方式。

## 生平
吉德炜于1932年10月25日出生于英国伦敦。他15岁前在英国寄宿学校接受早期教育。1947年，他随家人搬到了伊利诺伊州的埃文斯顿。他毕业于埃文斯顿镇高中，然后作为本科生就读于阿默斯特学院，于1953年毕业，获得英语学士学位，辅修生物化学。然后他获得了富布赖特项目奖学金，他曾用该奖学金在里尔大学学习古法语。他于1956年获得纽约大学现代欧洲史硕士学位。之后，他在纽约的出版公司工作了几年，并作为一名自由撰稿人开始了他的汉语和汉学研究。
吉德炜自1962年在哥伦比亚大学开始了东亚历史的研究生学习。1965年移居台湾台北，在斯坦福中心学习了两年中文。随后，他回到美国，在哥伦比亚大学的瑞典汉学家汉斯·比伦斯坦指导下完成了他的博士学位。1969年，发表论文《中国古代的公共工作：商代和周初的强迫劳动研究》。
1969年，他被选为加州大学伯克利分校东亚历史教授，接替伍德布里奇·宾汉姆(1901-1986)。成为了研究中国甲骨文的主要西方学者之一，甲骨文包含了已知最早的中国文字范例。1995年，美国汉学家夏含夷表示，吉德炜“在向西方读者介绍中国早期甲骨占卜的深度和广度方面所做的工作比任何[其他]学者都多”。他在伯克利任教和工作，直到1998年退休。
吉德炜于2017年2月23日在家中去世，享年84岁。

## 作品
吉德炜对中国社会和甲骨文研究的职业生涯始于他的论文《中国古代的公共工作：商代和周初的强迫劳动研究》。这篇文章介绍了吉德炜对早期中国文化的研究。它“考察了商周国家对劳动力资源的控制，即'全面的劳动力动员系统，在这个系统中，同样的应征者被派去打仗、开垦和耕种土地、建造城墙和建筑，以及从事统治阶级所要求的各种生产和制造任务'”。主要以商代甲骨文、西周青铜器文、《尚书》和《诗经》的早期部分为主。这篇论文是吉德炜后期作品的基石。
论文完成后，吉德炜继续写了几本书和文章，并担任其他几部作品的编辑和撰稿人。著有《商代历史的来源：中国青铜时代甲骨文》。这本书扩展了他对中国甲骨文的研究。他的下一部作品是《祖先的风景：商代晚期的时间、空间和社会》。这本书是"主要的回顾性文化人类学研究"，以甲骨文为基础。。它提供了对商王生活的深入了解。他的第三部著作《为陛下工作：从甲骨文看中国晚商劳动力动员研究笔记》，特别关注手工业、农业、战争、狩猎、建筑和商代的遗产。对甲骨文的研究有助于加深对商代意识形态和行政实践的了解。最后，他的所有作品都在《这些骨头将再次崛起：早期中国文选》中达到高潮。这本由12篇论文所组成的文集旨在通过研究甲骨文和人类学研究来探索早期的中华文明。
除了小说和散文集，吉德炜还为许多学术论文、研究、百科全书、历史期刊和其他一些出版物撰写文章。

## 甲骨文研究
吉德炜最出名的是他对甲骨文的研究以及讲述中国商代历史的能力。他对甲骨的研究工作在他的几篇文章和编辑中进行了讨论，《商史的来源：中国青铜时代的甲骨文》对甲骨的历史进行了最深入的探讨。他深入讨论了铭文所刻的物理材料。通过对这些物理材料的研究，他命名了一个特殊的符号，他称之为"命辞"。这个角色以前被认为是作为一个未知的符号而具有意义。然而，通过他的工作和对骨头和贝壳的解读，他认为这个符号更像是一种祈祷或意向声明。这一发现改变了许多以前商代铭文的解释方式。
从他的研究中，吉德炜还制作了十卷甲骨文，这些甲骨文仍然被用来讨论商王时期的事实。其中许多争论都围绕着文物的年代和几个商朝生活的实际时间段展开。吉德炜致力于提高这些铭文的真实性、准确性和复制能力。这些研究和铭文在中国古代关于商朝的研究和争论中仍然非常普遍和有用。

## 荣誉
- 1978年古根海姆奖
  - 因出版《商史之源：中国青铜时代甲骨文》一书而获此资助。 [8]
- 1986年麦克阿瑟奖
  - 因其在中国甲骨方面的非凡工作和专业知识而获得该奖项。 [8]

## 出版物
- Keightley, David N. (1969). "Public Work in Ancient China: A Study of Forced Labor in the Shang and Early Chou". Ph.D. dissertation (Columbia University).
- Keightley, David N., ed. (1978). Sources of Shang History: The Oracle-Bone Inscriptions of Bronze Age China. Berkeley, Los Angeles: University of California Press.
- Keightley, David N. "The Shang: China's First Historical Dynasty". In Loewe, Michael; Shaughnessy, Edward (eds.). The Cambridge History of Ancient China.
- Keightley, David N. (2000). The Ancestral Landscape: Time, Space, and Community in Late Shang China (ca. 1200-1045 B.C.). Berkeley: Institute of East Asian Studies, University of California, Berkeley
- Keightley, David N. (2014). These Bones Shall Rise Again: Selected Writings on Early China. Albany: SUNY Press.

### 脚注
1. ↑  . 2017-09-12  [2022-03-22]. （原始内容存档于12 September 2017）.
2. ↑  . web.archive.org. 2017-02-24  [2022-03-22]. 原始内容存档于2017-02-24.
3. ↑  Takashima, Ten-Ichi. . June 13, 2019  [March 22, 2022]. （原始内容存档于2022-07-13）.
4. ↑  Gates (2017).
5. 1 2  Johnson, David. . Early China. 1995, 20: vii–x  [2022-07-11]. ISSN 0362-5028. doi:10.1017/S0362502800004387. （原始内容存档于2022-07-14） （英语）.
6. ↑  Shaughnessy, Edward L. . Early China. 1995, 20: 223–240  [2022-07-11]. ISSN 0362-5028. doi:10.1017/S0362502800004491. （原始内容存档于2022-07-13） （英语）.
7. ↑  . web.archive.org. 2017-03-05  [2022-03-22]. 原始内容存档于2017-03-05.
8. 1 2 3 4 5 6 7  Shulman, Joseph.  (PDF). October 12, 2017  [2022-03-22].
9. 1 2  Chang, K. C. . 1981  [2022-07-11]. （原始内容存档于2022-07-13）.
10. ↑  Keightley & Starn, D & F.  (PDF). 2003  [2022-07-11]. （原始内容存档 (PDF)于2022-08-15）.